# Acronicta ochrea
Acronicta ochrea är en fjärilsart som beskrevs av Tutt 1891. Acronicta ochrea ingår i släktet Acronicta och familjen nattflyn. Inga underarter finns listade i Catalogue of Life.